# Rhosologia
Rhosologia là một chi bướm đêm thuộc họ Erebidae.

## Loài
- Rhosologia stigmaphiles Dyar, 1914